# Порт (Джибуті)
Футбольний клуб «Порт» (фр. Association Sportive du Port) — джибутійський професійний футбольний клуб з міста Джибуті. Клуб був заснований у 1978 році, та проводить домашні матчі на стадіоні «Хасан Гулед Аптідон» місткістю 20 тисяч глядачів. Клуб грає у Прем'єр-лізі Джибуті, найвищому футбольному дивізіоні країни. «Порт» 4 рази ставав чемпіоном країни, та 5 разів був володарем Кубка Джибуті.

## Титули і досягнення
- Чемпіон Джибуті (4): 2010, 2011, 2012, 2019
- Володар Кубка Джибуті (5): 1988, 1989, 2010, 2011, 2013
- Володар Суперкубка Джибуті (1): 2013